# Sherlock Holmes: The Devil’s Daughter
Sherlock Holmes: The Devil’s Daughter (дословно: рус. «Шерлок Холмс: Дочь Дьявола») — компьютерная игра в жанре приключения, разработанная украинской компанией Frogwares. Выход состоялся 10 июня 2016 года на персональном компьютере (Windows), а также консолях Xbox One и PlayStation 4. В апреля 2022 года состоялся релиз на портативной приставке Nintendo Switch.

## Сюжет
В игре представлено пять дел — отдельных детективных историй, связанных между собой. Кроме того, она продолжает некоторые линии предыдущей части, «Преступления и наказания», а также «Последней воли Шерлока Холмса».

### Дела для расследования
- Исповедь жертвы (англ. Prey Tell)
- Этюд в зелёных тонах (англ. A Study in Green)
- Бесчестие (англ. Infamy)
- Цепная реакция (англ. Chain Reaction)
- Горячечный бред (англ. Fever Dreams)

## Игровой процесс
Геймплей игры схож с предыдущей частью (Crimes & Punishments). Игра представлена в жанре квеста (приключенческой игры). Перспективы виртуальной камеры — вид от первого лица и вид третьего лица (между ними можно переключаться в любое время).
В игре необходимо, управляя главными героями, Шерлоком Холмсом и доктором Ватсоном (иногда, по сюжету, и некоторыми второстепенными персонажами), исследовать локации, общаться с персонажами и строить логические умозаключения в так называемой «Дедуктивной таблице».
Кроме того, как и в предыдущей части, Шерлок имеет возможность осмотреть персонажа и проанализировать его внешний вид, на основе чего сделать точные выводы о нём, «Портрет» персонажа.

## История разработки
Sherlock Holmes: The Devil’s Daughter является восьмой основной частью в серии игр «Приключения Шерлока Холмса» компании Frogwares. Игры серии основаны на рассказах Артура Конан Дойла о знаменитом английском детективе по имени Шерлок Холмс и его напарнике докторе Ватсоне; сюжеты представляют собой как новые истории, написанные авторами, так и воплощенные в формате игры истории из оригинальных рассказов. Предыдущей частью была Sherlock Holmes: Crimes & Punishments (рус. «Шерлок Холмс: Преступления и наказания»), изданная в 2014 году.
The Devil’s Daughter была официально анонсирована 20 октября 2015. Ранее, 8 мая того же года, уже было упоминание на официальном сайте о «новой игре о Шерлоке Холмсе» и тогда же было объявлено, что её изданием будет заниматься французская Bigben Interactive, а не Focus Home Interactive, издавшая предыдущие части.
Вместе с анонсом игры, стало известно, что в ней будет пять «захватывающих дел» — историй, в которых игрок, управляя Шерлоком Холмсом, сможет принять участие, «обширные игровые локации, доступные для свободного изучения», а также «динамические экшен-эпизоды». Сообщено, что игра будет выпущена на ПК под управлением Windows и консолях Xbox One и PlayStation 4, и так же, как предыдущая часть, будет использовать движок Unreal Engine (третьего поколения). С 28 октября по 1 ноября 2015 года была показана на выставке Paris Games Week (Париж).
О сюжете игры было известно мало: объявлено, что в нём будут присутствовать «семейные истории, сильные эмоции и оккультизм»; как и в предыдущей части, он будет состоять не из одного, а из пяти дел, также игрок сможет влиять своими решениями на сюжетную линию.
В феврале 2016 года стала известна более точная дата выхода — 27 мая того же года. Впоследствии релиз был перенесен на 10 июня того же года.
Первого марта был выпущен первый ролик игры; в трейлере показан Шерлок Холмс (вывеска на доме гласит «221b»), к которому, на порог дома, приходит таинственная девочка, её вид наводит героя на вспышки воспоминаний и образов, и он следует за ней, в ходе погони фантомные образы охватывают воображение персонажа и город начинает рушиться. За создание ролика была ответственна студия UNIT Image (специализируется на создании трейлеров по заказу различных компаний), используется пререндеренная (заранее обработанная) графика. Видео было размещено на YouTube-каналах Frogwares, издателя Bigben, и на официальном канале PlayStation (с подзаголовком «A Mystic Trip»).
14 апреля вышел второй трейлер игры, который снят уже в рабочей версии с игровой графикой, показывая некоторые сюжетные элементы, кадры игрового процесса, локации. Кроме того, у героев игры в очередной раз была изменена внешность (в серии игр от Frogwares внешность персонажей разительно менялась несколько раз). Тогда же ряд сайтов опубликовали предварительные осмотры и видео с игровым процессом.
3 июня вышел последний, сюжетный трейлер игры. 10 июня состоялся всемирный релиз игры — она стала доступна в Steam для ПК, а также в соответствующих цифровых магазинах консолей. Спустя 6 лет разработчики объявили, без анонса, выход игры на приставке Nintendo Switch — релиз игры состоялся 7 апреля 2022 года.

## Рецензии и оценки
| Сводный рейтинг | Сводный рейтинг |
| Агрегатор       | Оценка          |
| --------------- | --------------- |
| GameRankings    | 68,82 %         |